# Terrorist Screening Center

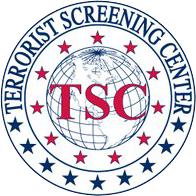
Emblème du Terrorist Screening Center.

Le Terrorist Screening Center est un organisme fédéral américain, créé en novembre 2003, dépendant du FBI et destiné à l’identification et au stockage de données concernant les personnes suspectées d’être terroristes par une ou plusieurs agences gouvernementales américaines, ou par des organisations alliées étrangères.
Il maintient une base de données  informatisée, le Terrorist Screening Database (TSDB).
L’objectif de la création de cet organisme est de centraliser les informations pour rendre plus efficaces les différentes agences gouvernementales américaines, fédérales ou non, en permettant une coopération, et d’améliorer le filtre de la distribution des visas pour le territoire américain.
Installé en Virginie du Nord, son budget en 2005 était de 30 millions de dollars et son effectif était de 180 employés environ.
En avril 2007, à peu près 700 000 personnes y étaient fichées, réparties à travers la planète, avec une progression mensuelle moyenne de 20 000 personnes fichées.